# 임계점 (열역학)
임계점(臨界點, critical point)은 액체와 기체의 상이 구분될 수 있는 최대의 온도-압력 한계이다. 특히 온도를 가리킬경우 임계온도(critical temperature, 기호 Tc)라고 한다.

## 임계점의 형태

일반적인 상평형그림의 모습으로, 붉은 선은 승화 곡선, 파란 선은 증기 압력 곡선, 녹색 실선은 일반적인 형태의 융해 곡선을 나타낸다. 녹색 점선은 물의 융해 곡선이다.

임계점 역시 삼중점처럼 상평형 그림에 나타난다. 증기 압력 곡선은 어느 한 점에서 끝나는데(이 점까지밖에 그릴 수 없는 것이다) 이 점은 하나의 온도와 압력을 나타낸다. 이것이 임계 온도와 임계 압력이다.

## 임계점 근처의 물질의 상태
대기의 대부분을 이루는 질소 기체(N2)는 상온에서 아무리 압력을 가해도 액화되지 않는다. 이것은 질소의 임계 온도가 -147.1°C이기 때문인데, 임계 압력 이상을 가하면 초임계유체가 되면서 액체와 기체의 구분이 사라진다.

## 물과 공기의 예
액체인 물은 1기압 100°C에서 수증기로 변한다. 따라서 1기압하에서는 100°C 이상의 온도에서 액체인 물은 존재하지 않는다. 100°C 이상의 온도에서 물을 액체 상태 그대로 유지하려면 압력을 가할 필요가 있다. 압력을 가해서 218.3기압이 되면 물의 끓는점은 374.2°C가 된다. 그러나 그 이상의 온도가 되면 압력을 계속 가해도 물은 더 이상 액체 상태를 유지하지 못한다. 이 온도를 물의 임계 온도라 하고, 이때의 압력을 임계 압력이라고 한다.
공기는 1기압에서는 아무리 온도를 내려도 액체가 되지 않는다. 온도를 －140.7°C로 내리고 37.2기압보다 큰 압력을 가하면 비로소 액체가 된다. 즉, 공기의 임계 온도는 -140.7°C이고, 임계 압력은 37.2기압이다. 이 이하의 온도에서는 더 낮은 압력을 가해도 액체가 된다.

## 같이 보기
- 임계 현상
- 상전이
- 삼중점
- 초임계유체
- 초전도체